# Plínio de Lima
Plínio Augusto Xavier de Lima (Caetité, 17 de outubro de 1845 — 17 de abril de 1873) foi um poeta brasileiro.

## Biografia
Plínio de Lima era filho do Cel. Antônio Joaquim de Lima e D. Francelina de Albuquerque Lima. Estudante de Direito em São Paulo e no Recife, foi colega e amigo de Castro Alves, Ruy Barbosa, Regueira Costa, Sátiro Dias,  entre outros, junto aos quais, na rua do Hospício, fundou uma sociedade abolicionista.
Poeta romântico, faleceu aos 27 anos, sem ver publicado nenhum livro – tal como ocorreu ao amigo Castro Alves. Embora tendo publicado em vida diversos poemas, sob pseudônimos, boa parte de sua produção se perdeu, restando um único caderno que, em 1922, foi publicado por ‘’O Estado de S. Paulo’’, com o título de ‘’Pérolas Renascidas’’.
Seu poema ‘’Ainda e Sempre’’ foi musicado por Xisto Bahia, fazendo parte do primeiro disco lançado no Brasil, tendo alcançado no século XIX e começo do XX grande sucesso.

## Poema
Seu poema Ainda e Sempre, foi gravado como modinha, constituindo um "clássico do gênero, e uma das mais famosas em sua época" por Xisto Bahia.
A letra, em domínio público, é a seguinte:
Ainda e Sempre
Quis debalde varrer-te da memória

E o teu nome arrancar do coração!

Amo-te sempre! Que martírio infindo!

Tem a força da morte esta paixão!...

Eu sentia-me atado aos teus prestígios

Por grilhões poderosos e fatais;

Nem me vias sequer, – te amava ainda!...

Motejavas de mim, – te amava mais!...

Tu me vias sorrir. Os prantos d’alma

Só confiam-se a Deus e à solidão!...

Tu me vias passar calmo e tranqüilo,

Tinha a morte a gelar-me o coração!...

Quantas vezes lutei co’o sentimento!

Quantas vezes corei da minha dor!...

Quis até odiar-te... amava sempre

Sempre e sempre a esmagar-me o meu amor!